# 가미야 유타
가미야 유타(일본어: 神谷 優太, 1997년 4월 24일~)는 일본의 축구 선수로 현재 대한민국 K리그1의 강원 FC에서 미드필더로 뛰고 있으며 2018년 아시안 게임 은메달리스트이다.

## 구단 경력
그는 2016년부터 J리그의 쇼난 벨마레, 에히메 FC, 가시와 레이솔, 시미즈 에스펄스에서 뛰었다.

## 국가대표팀 경력
그는 2018년 AFC U-23 축구 선수권 대회에 참가할 일본 U-23 국가대표팀에 발탁되었다. 2018년 아시안 게임에도 출전, 은메달 획득에 기여했다.